# Sven Ortquist
Sven V. Ortquist (Apia, 16 de enero de 1938-Seattle, 15 de junio de 2013) fue un escultor, ebanista, naviero y pintor samoano. Su obra sale en el documental “The Samoan Heart” (1996)
Su madre era samoana, y su padre un comerciante cocotero sueco, y se crio con su familia en Apia. En su infancia contrajo la lepra, y fue formándose en distintas instituciones gracias al apoyo de misiones católicas. Su obra se centra mucho en la figura de San José y tiene un gran mural frente al museo de Fagatogo y otro en la Catedral de la Sagrada Familia en Tafuna.